# 닛폰 TV 방송망
니혼테레비방송망주식회사(일본어: 日本テレビ放送網株式会社, にほんテレビほうそうもうかぶしきがいしゃ, Nippon Television Network Corporation, NTV)는 1952년에 설립된 간토 광역권을 대상으로 방송하는 일본의 민영방송사이다. 일본의 민영방송사 중 최초로 설립되었다. 약칭은 니혼테레비(日本テレビ), 더 줄여서 닛테레(日テレ)라고 부르기도 한다.

## 개설

### 호출부호(콜사인)
- 지상파 디지털 텔레비전 방송: JOAX-DTV(UHF25ch/리모콘ID4ch, 주파수545.142857 MHz/10 kW)

### 보유채널
관동광역권에 걸친 지상파 방송 이외에 이하의 채널을 방송, 공급하고 있다.
- 日テレG+(닛테레G+),

직영위성이용방송으로서 스카이페펙트TV!를 통해 방송하고있는 것 이외에도, 스카이퍼펙트TV!e2（동경 110도 CS방송)의 위탁방송사업자인 CS일본, 또한 일부 케이블 텔레비전 방송국에의 채널공급을 통새서 각 지역국에도 방송을 하고 있다.
- 日テレNEWS24(닛테레 뉴스24)

전국의 니혼TV 계열국과, 해외 거점에서 수집한 뉴스를 24시간 발신하고 있다.
스카파!(동경 110도 CS 방송), 스카이 퍼펙트TV!e2(동경 110도 CS 방송), 스카이 퍼펙트 TV! 프리미엄 서비스 히카리와 일부 케이블 텔레비전에서 각각 공급되고 있으며, 전국의 계열국과 BS 닛테레에서도 심야에 필러로 방송하고 있다.
- 日テレプラス(닛테레 플러스)

과거의 명칭은「日テレプラス&サイエンス(닛테레 플러스&사이언스)」.
니테레플러스와 사이언스채널의 공용채널이면서 동시에 니테레플러스의 부분방송을 스카이퍼팩트TV!에서는 위탁방송사업자인 재팬이미지커뮤니케이션즈, 스카이퍼팩트TV!e2에서는 CS닛폰, 또 일부 케이블 텔레비전 방송국에서도 각각 공급되고 있다.

### 지역 민방 네트워크
1966년 닛폰 뉴스 네트워크를 조직하였고 몇 년후에는 프로그램 네트워크 NNS를 조직해 지역 민방 네트워크 협정으로, 맺고 있으며 오키나와현에 NNN계열방송국이 없기 때문에 보도취재지역에 간토지역 외에도 오키나와현이 포함된다.

### 호칭
- 개국이래 오랫동안 4채널(4チャンネル, 욘챤네루) NTV등의 약칭을 사용해오고 있으나, 1995년 전후반부터 캠패인을 통해 닛테레(日テレ)를 사용하기 시작함. 2000년 12월에는 개국한 BS계열의 채널명을 BS닛테레(BS日テレ)로 하였다.
- 2003년 시오도메 이전을 계기로 회사의 로고를 日テレ로 하는 등 정식적인 명칭과 애칭으로 '日テレ'가 채용되었다. 그러나 신문, 텔레비전잡지의 방송편성표 표시는 종래 그대로 니혼 TV(日本テレビ)이지만 데일리스포츠 도쿄판과 방송영상의 배포에 있어서는 NTV를 표기하고 있다.
- 업계에서는 CX(후지 TV), EX(TV 아사히), TX(TV 도쿄)처럼 콜사인 끝자리인 AX라고 불리는 경우도 있다. 시부야에는 니혼TV가 투자한 '라이브 스페이스 SHIBUYA-AX(시부야 악쿠스)'가 있어 1990년대후반의 토요일 심야가 되면 AX(읽기는「アックス(악쿠스)」）라는 방송이 있었다.
- 참고로 러시아의'NTV텔레비전', 말레이시아의 'ntv7'과는 관계가 없다.
- 표기상의 회사명은 니혼이 아닌 닛폰이라고 읽는 것이 올바르며 이는 NHK의 경우도 같다.[3]

## 역사

### 1950년대
- 1951년 9월 4일 쇼리키 마쓰타로, 니혼 TV 방송망 설립 구상 발표.
- 1951년 10월 2일 텔레비전 방송 면허 신청.
- 1952년 7월 31일 일본 최초로 텔레비전 방송 예비 면허를 취득.
- 1952년 10월 15일 창립총회 개최. 쇼리키 마쓰타로를 사장으로 선출.
- 1952년 10월 28일 회사 설립.
- 1952년 12월 1일 니혼TV 방송망 코우치마치 사옥 준공
- 1953년 8월 17일 나고야와 오사카에 텔레비전 방송국 면허를 신청.(후일 기각됨)
- 1953년 8월 20일 시험 전파 발사.
- 1953년 8월 27일 방송 면허 취득.
- 1953년 8월 28일 오전 11시 20분 일본 최초의 민영 텔레비전 방송국으로 개국. 그 날 저녁 6시 59분 30초-7시 정각까지 세이코 사 제공으로 일본 최초의 CM인 7시 시보를 방영하였다.[4]
- 1953년 8월 29일 첫 고라쿠엔 프로야구 중계.(요미우리 자이언트 - 한신 타이거즈전)
- 1953년 11월 27일 지바현 후나바시 경마장에서 민영방송국 최초로 경마 중계 실시.
- 1954년 2월 19일 첫 프로레슬링 중계.(역도산,기무라×샤프형제)
- 1954년 10월 4일 뉴스 프로그램 「NNN 오늘의 사건」방송 개시.
- 1956년 8월 19일 일본 최초로 텔레비전 아침 방송을 개시. 그와 동시에 일본 최초로 시각표시를 삽입한다.
- 1956년 12월 1일 주부닛폰 방송(CBC),오사카 TV 방송(OTV, 현재의 아사히 방송(ABC))이 개국하면서 양 회사와 네트워크를 형성.
- 1957년 4월 18일 컬러텔레비전 방송 면허를 신청.
- 1957년 12월 27일 컬러텔레비전 실험 방송국 본면허 취득.
- 1957년 12월 28일 컬러텔레비전 실험 방송국 개국(일본민방최초).
- 1958년 8월 28일 프로그램 편성을 니혼TV 중심으로 짠 요미우리 TV 방송(YTV), TV 니시닛폰(TNC)이 개국. 먼저 개국한 니시닛폰 방송(RNC)을 포함한 닛폰TV 전국 네트워크 체제의 모체가 된다.
- 1958년 닛폰TV 최초의 VTR 드라마 「잡초의 노래」가 방송된다. 그리고, 스튜디오 컬러 카메라에 의한 최초의 실험 방송 프로그램 「마술 교실」이 시작된다.
- 1959년 일본 최초의 컬러텔레비전 드라마「붉은 전쟁터에서 입었던 옷」방송.
- 1959년 4월 네트워크 뉴스 프로그램 「닛폰 텔레 뉴스」스타트.
- 1959년 4월 10일 황태자 아키히토(아키히토 천황) 결혼식 당일 39대의 카메라를 동원해 대규모 생중계를 실시한다.그 후, 결혼 당일의 상황을 35mm 컬러 필름으로 촬영한 영상을 오후 9시부터 특별프로 「이 좋은 날」을 통해 컬러로 방송했다. 이 프로그램 방송중에는 일본 최초의 컬러 CM도 방송되었다.
- 1959년 10월 24일 마이니치 방송(MBS)과 일본 시리즈중계를 공동 제작한다.
- 1959년 12월 3일 일본에서는 처음으로 컬러 프로그램 「페리·줄·쇼」(미국 NBC-TV 제작) 방영.

### 1960년대
- 1960년 9월 10일 컬러텔레비전 본방송 개시.(NHK, 라디오 도쿄(KRT)과 동시 개시.)
- 1961년 1월 8일 컬러 중계방송 개시.
- 1962년 프랑스 RTF-TV와 프로그램 교환 협정 체결. 하루 종일 방송 체제가 완성.
- 1963년 통신위성 릴레이 1호를 이용한 일·미 간 첫 흑백 텔레비전영상 전송 실험.
- 1965년 파키스탄에 텔레비전 수상기 200대를 기증.
- 1965년 심야 프로그램인 「11PM」 방송시작.[5]
- 1966년 4월 1일 NNN(Nippon News Network) 발족.
- 1966년 6월 30일 더·비틀즈의 일본 무도관 일본 방문 공연을 컬러영상으로 독점 생중계했다.
- 1968년 4월 도쿄도 신주쿠 구에 독자적인 송신소를 겸한 일본 최대의 텔레비전 방송탑 건설을 공표.(후에 계획은 중지되었다.)

### 1970년대
- 1970년 나하, 워싱턴, 모스크바에 지국 개설.
- 1970년 11월 10일 송신소를 코우지마치 본사 사옥에 인접한 송신탑에서 도쿄타워로 이동.
- 1971년 자사 제작 프로그램의 컬러화 비율이 거의 100%에 이른다(일본 민방 최초).
- 1971년 5월 13일 동양방송과의 제휴로 서울에 지국 개설.
- 1972년 NNS(니혼TV 네트워크 협의회) 발족.
- 1972년 12월 당시의 네트워크 가맹국 나고야 TV 방송(NBN)과 프로그램 편성을 둘러싼 분쟁이 일어나게 되고 그 결과 주쿄광역권 네트워크 방송국을 주쿄 TV 방송)(CTV)로 통일하기로 결정.(CTV 개국 이후에도 NBN이 중복가맹 했는데 이는 당시 CTV가 NET(현재의 TV 아사히)중심으로 프로그램을 편성했기 때문이다.)
- 1973년 미국 ABC 뉴스사와 뉴스 제공·위성 중계에 관한 계약을 체결.
- 1973년 12월 20일 요미우리 신문, 아사히 신문, 마이니치 신문 3사 수뇌 사이에 닛폰TV와 도쿄 방송(TBS)의 신문 자본을 통일하기로 합의.
- 1974년 석유위기에 의한 전기절약을 위해 우정성이 민방 각사에 심야 방송 자숙을 요청하고 이에 도쿄소재 민영방송국 5사간의 합의에 따라 그 해 1월 7일부터 심야 0시 30분에 방송을 종료하게 된다.
- 1974년 5월 요미우리 신문사가 아사히 신문과 마이니치 신문이 가진 모든 니혼TV 주식을 매입하면서 니혼TV가 완전히 요미우리 그룹 산하에 들어간다.
- 1975년 10월 8일과 15일에 방송된 영화방송 프로그램 수요일 로드쇼에서 명작 영화 바람과 함께 사라지다가 세계최초로 텔레비전을 통해 방송되었다.
- 1978년 8월 26일 「24시간 TV 「사랑은 지구를 구한다」」시작(이후, 매년 8월에 방송하고 있다).
- 1978년 9월 28일 세계 최초의 음성다중방송 실용화 시험 방송 개시.

### 1980년대
- 1980년 2월 9일 긴급 경보 방송 실험 방송 개시.
- 1983년 2월 1일 마약추방 캠페인광고 각성제를 포기하시겠습니까? 아니면 인간을 포기하시겠습니까? 광고송출 개시, 이후 일본 각 방송사 전면 확대(기획, 제작은 니혼테레비 CM제작부, 광고기획은 일본민간방송연맹이 하였다).
- 1983년 12월 31일 「전국 고등학교 퀴즈 선수권」시작(이후 1985년까지 매년 2회,1986년부터 매년 1회 방송된다).
- 1985년 11월 29일 문자 다중 방송 본방송 개시.
- 1985년 니혼TV 미국 뉴욕 스튜디오 개설.
- 1985년 니혼TV 서울지국은 옛,동양방송 사옥에서 중앙일보 순화동 사옥에 이전
- 1987년 10월 5일 SNG 실험 운용 개시한다.
- 1988년 5월 5일 에베레스트 정상에서 세계 최초로 생방송 실시.
- 1989년 바티칸에 있는 시스티나 성당의 벽화가 복구작업에 들어가자 복구작업 지원을 실시했으며 복구작업은 1994년 완료.
- 1989년 8월 24일 고화질 텔레비전 본방송 개시.

### 1990년대
- 1990년 3월 30일 장수 프로그램 11PM이 25년만에 방송 종영.
- 1991년 7월 5일 대한민국 SBS 서울방송 업무협정체결
- 1992년 11월 6일 SNG 디지털 전송 실험 방송국 면허 취득.
- 1992년 12월 10일 SBS서울방송 보도 업무협정 제휴.
- 1992년 12월 13일 SBS서울방송 도쿄지국 개설.
- 1993년 미야자키 하야오가 만든 난다로의 심볼 캐릭터로 지정.
- 1994년 RF라디오닛폰의 주식을 취득하면서 라디오닛폰을 지분법 적용 관련 회사로 취급 한다.
- 1994년 11월 24일 아날로그 하이비전 실용화 시험국 면허 취득.
- 1994년 12월 21일 니혼TV 본사 편성국 특별 제작부 제작 센터에 아역배우 아다치 유미 앞으로 배달된 파이프 폭탄이 폭발해 2명이 중경상을 입는다.
- 1995년 7월 13일 와이드 고화질 텔레비전 본방송 개시.
- 1995년 인터넷에 공식 웹페이지 개설.
- 1996년 4월 3일 CS디지털 방송 「CS★닛테레」 위탁 방송 업무 인정 취득,
- 1996년 8월 28일 「CS★닛테레」방송 개시.
- 1997년 2월 24일 CS디지털 방송 위탁 방송 업무 인정 취득.
- 1997년 3월 2일 민영방송 최초로 전일 시청률 100주 연속 1위 획득.
- 1997년 계열사인 NCN(니혼텔레비전 케이블 뉴스)가 24시간 방송 시작을 계기로 채널명을 「NNN24」(NTV NONSTOP NEWS 24)로 개칭한다.(2005년 12월 1일 다시 닛테레NEWS24로 명칭 변경).

### 2000년대
- 2000년 12월 1일 오전 11시, BS디지털 방송국 「BS닛테레」(디지털 BS 4ch) 방송 개시.
- 2001년 닛폰테레비 프로그램 이어갔다.
- 2002년 2002 한일월드컵 닛폰테레비 개최
- 2003년 8월 사옥를 코우치마치에서 시오도메로 이전.
- 2003년 8월 SBS 도쿄지국 시오도메 사옥으로 이전.
- 2003년 10월 25일 프로듀서에 의한 시청률 부정 조작 발각.
- 2003년 12월 1일 오전 11시, 지상 디지털 텔레비전 방송 개시.
- 2004년 2월 29일 개국 50년을 기회로 방송 센터·본사 스튜디오 기능을 시오도메 지역으로 이전.이 날을 기점으로 모든 방송 미디어의 거의 모든 프로그램이 하이비전으로 제작되기 시작한다.동시에 CS방송 「NNN24」도 하이비전 제작율을 큰폭으로 확대한다.
- 2004년 3월 1일 니혼TV 서울지국은 중앙일보 순화동 사옥에서 SBS 목동 사옥에 이전
- 2005년 12월 1일 「NNN24」를 「닛테레 NEWS24」로 명칭 변경.
- 2006년 3월 1일 「G+ SPORTS&NEWS」를 「니혼 텔레비전 G+」로 명칭 변경.
- 2006년 4월 1일 원세그 본방송 개시.
- 2006년 4월 3일 서비스 구역인 간토 광역권의 보도 취재 하이비전화가 거의 완성 된다.
- 2006년 4월 12일 팟 캐스팅을 통한 동영상 전달 참가.
- 2006년 9월 29일 장수 뉴스 프로그램 「NNN 오늘의 사건」이 52년 만에 종료되었다.(후속 프로그램은 「뉴스 제로」)

### 2010년대
- 2010년 4월 1일 대만의 미디어 그룹 왕왕,지상파 방송국 중국텔레비전공사,위성방송국 중천전시와 포괄적인 협력 협정을 체결했다.
- 2010년 10월 19일 중국 국영 신화 통신사와 방송 분야 상호 협력을 목적으로한 협력 협정을 체결했다.
- 2011년 3월 11일 2011년 도호쿠 지방 태평양 해역 지진으로 인해 광고방송을 11일 오후 2시 57분부터 3월 14일 새벽 4시까지 중단.
- 2011년 7월 24일 디지털 텔레비전 방송 전환. 지상파 아날로그 텔레비전 본방송 종료
- 2012년 3월 29일 인증 방송 지주 회사 체제 전환 발표
- 2012년 10월 1일 상호를 '닛폰 TV 홀딩스 주식회사 "로 변경하는 동시에 회사 분할을 실시하여 "(신)닛폰 TV 방송망 주식회사"를 발족.
- 2013년 5월 31일 오전 9시, 도쿄 스카이트리를 통한 전파송출 시작.
- 2015년 3월 31일 이날 정오를 기해 BS디지털 위성을 통해 송출하던 난시청지역용 지상파 동시방송을 중단.
- 2019년 1월 29일 옛 코우치마치 본사 인근에 세워진 니혼TV 반쵸 스튜디오 가동 개시.

## 특징

NTV의 중계차

- 정식회사명에 방송망 이 들어간 이유는 전국적인 텔레비전 네트워크를 형성하려는 의도가 있기 때문이었다. 도쿄에 중앙방송국을 두고 오사카나 나고야등지에 니혼TV 계열의 지역방송국을 개설하여 중앙방송국과 지역방송국간에 독자적인 초단파 통신망을 설치하고 방송이외의 대역은 통신사업을 하여 방송사업과의 겸업과 통신사업의 민영화를 꾀하였다. 그러나 일본 우정성이 이러한 계획을 일축함으로써 통신사업에서 철수하게 되고 간토 광역권만을 대상으로 하는 민영 방송국이 되었다.
- 일본 프로야구팀 요미우리 자이언츠의 경기를 독점중계하는 이유는 니혼TV의 대 주주인 요미우리신문 그룹이 요미우리 자이언츠를 창단하였기 때문이다.
- 영화 《역도산》에 나오는 일본 프로레슬링 중계로 텔레비전의 첫 방영에 프로그램을 격주로 편성하였다.
- 개국 당시 일본의 텔레비전 보급률이 낮았기 때문에 광고 매체로서의 민영 텔레비전임을 어필하기 위해 수도권의 주요 장소에 가두 TV를 설치해 텔레비전 보급률 증진에 유용하게 이용했으며 또한 코우지마치에 있는 사옥옆의 텔레비전탑을 전망 목적으로 일반에 공개하면서 이곳은 도쿄 타워가 생기기 전까지 관광 명소로 사랑받았다.
- 너무 요미우리 신문 색깔을 띄어서였는지 초기에는 가맹국이 모이지 않았으며 이 때문에 도쿄 방송보다 네트워크 구성이 늦어져 보도 프로그램의 질적저하가 일어났으며 그와 동시에 일어난 프로그램 판매실적 저하, 그리고 당시 사장이었던 쇼리키 마쓰타로가 도쿄타워를 통한 방송송신을 거부하면서 생긴 난시청문제로 인해 1960년대 중반을 기점으로 잠시 침체된 적이 있었다.
- 일본의 텔레비전 방송국중에서 새로운 매체를 빨리 방송에 적용시키는 방송국으로 유명하다.
- 1973년 4월 10일부터 1973년 9월 30일까지 도라에몽을 방영하였고 시청률도 좋은 편이었으나 제작사 문제로 조기종영되었고 후에 그 회사는 도산하였으며, 당시 방영된 도라에몽은 오프닝과 엔딩을 제외한 대부분의 영상이 현재 공개되지 않고 있거나 소실되었다.
- 1980년대에는 당시 유행이던 로봇 애니메이션들을 많이 방영했지만 1990년이후로는 더 이상 로봇 애니메이션들을 방영하지 않는다.
- 1989년 오키나와에 2개의 민영방송국 주파수가 할당되자 난세이 방송(南西放送)이라는 회사를 세워 오키나와에 닛폰TV 계열국을 세우려 했으나 버블경기 침체로 인한 투자심리 위축이 원인이 되어 진출계획이 취소되었다.
- 1991년 대한민국의 SBS의 개국 때부터 SBS와 제휴 협정을 체결하였다.
- 2011년 7월 24일 지상파 아날로그 방송 종료 때 개국시부터 2001년 9월까지 사용된 비둘기의 휴일을 송출 한 후 "58년간 고마웠습니다"라는 자막을 띄우며 정파했다.

## 주요 프로그램 목록

### 뉴스
- NNN 스트레이트 뉴스
- 뉴스 에브리
- 뉴스 제로

### 정보·와이드쇼 제작 및 외주제작
- Oha!4 NEWS LIVE (おはよん ニュースライブ) - 아침프로 (오전 4·5시간대)
- ZIP! - 아침프로 (오전 5·6·7시간대)
- 상쾌 정보 버라이어티 깨끗이! (爽快情報バラエティー スッキリ!!) - 아침프로 (오전 8·9·10시간대)
- 생각송곳 DON! (おもいッきりDON!) - 로컬와이드프로 (오전 10·11시, 오후12·1시간대)
- 정보 라이브 미야네야

### 오락·버라이어티 제작 및 외주제작
- 아라시의 숙제군, 아라시니시야가레
- 스쿨혁명!
- 행렬이 생기는 법률상담소

### 드라마 제작 및 외주제작
(한국어 번역 오름차순)
- 고쿠센 (ごくせん)
- 노부타 프로듀스 (野ブタ。をプロデュース)
- 더 퀴즈 쇼 (ザ・クイズショウ)
- 밤비노
- 사이토씨 (斉藤さん)
- 스크랩 티쳐 ~교사 부활~
- 오늘은 회사 쉬겠습니다 (今日は、会社休みます。)
- 워킹맨 (働きマン)
- 제니게바 (銭ゲバ)
- 쿠도 신이치에게 보내는 도전장 (工藤新一への挑戦状〜さよならまでの序章)
- 쿠도 신이치의 부활! 검은 조직과의 대결 (工藤新一の復活! 〜黒の組織との対決)
- 화려한 스파이
- 호카벤
- 호타루의 빛 (ホタルノヒカリ)

### 니혼TV 요미우리TV 방영 제작 및 외주제작 애니메이션
(한국어 번역 오름차순)
- 날아라 호빵맨 (それいけ!アンパンマン)
- 도라에몽 (ドラえもん)
- 루팡 3세 (ルパン三世)
- 명탐정 코난 (名探偵コナン)
- 변덕쟁이 오렌지로드 (きまぐれオレンジ☆ロード)
- 너에게 닿기를

## 본사, 지사 소재지
- 본사

東京都港区東新橋一丁目6番1号
도쿄도 미나토구 히가시신바시 1쵸메 6번지 1호（이 본사를 시오도메(汐留)라고 한다.）
- 간사이지사

大阪府大阪市北区堂島2-2-2　近鉄堂島ビル14階
오사카후 오사카시 키타쿠 도지마2-2-2 킨테츠도지마빌딩 14층

## 도쿄도에 있는 다른 방송국

### 텔레비전 방송국
- NHK 방송 센터(라디오 겸영)
- 도쿄 방송(TBS)(JNN 중심방송국, 라디오는 현재 TBS 라디오 & 커뮤니케이션즈로 분사화)
- TV 아사히(EX)(ANN 중심방송국)
- 후지 TV(CX)(FNN·FNS 중심방송국)
- TV 도쿄(TX)(TXN 중심방송국)
- 방송대학학원(독립 텔레비전 방송국,민간 비영리 방송국)
- TOKYO MX(독립 텔레비전 방송국)

### 라디오 방송국
- 분카 방송(QR, NRN 계열)
- 닛폰 방송(LF, NRN 계열)
- TBS 라디오 & 커뮤니케이션즈(TBS, JRN 계열)
- FM도쿄(JFN 계열, 도쿄도만 방송구역)
- J-WAVE(JAPAN FM LEAGUE 계열, 도쿄도만 방송구역)
- FM인터웨이브(MegaNet 계열, 도쿄도 주변 일부지역이 방송구역에 포함)

## 같이 보기
- 비둘기의 휴일
- 닛테레 도쿄 베르디 벨레자